# Nguyễn Đình Huy
Nguyễn Đình Huy (ur. 5 września 1999) – wietnamski zapaśnik walczący w stylu klasycznym. Triumfator igrzysk Azji Południowo-Wschodniej w 2019 i 2023. Pierwszy na mistrzostwach Azji Południowo-Wschodniej w 2023 i 2025; drugi w 2022. Jedenasty na mistrzostwach Azji kadetów w 2016 roku.